# Rio Colacu
O Rio Colacu é um rio da Romênia, afluente do Moldova, localizado no distrito de Suceava.